# Megadja Ferenc
Megadja Ferenc Miklós „Szlavkó” (Budapest, 1919. augusztus 23. – Buxton (Új-Dél-Wales), 1980. április 4.) nyilas pártszolgálatos, a XII. kerületi, városmajori nyilas csoport egyik vezetője. 1952 után az ÁVH beszervezte, majd disszidált.

## Nyilas tevékenysége
1944 tavaszától kapcsolódott be a nyilaskeresztes mozgalom életébe. Gyorsan emelkedett a hierarchiában: először kitelepítési kormánybiztos lett, majd a Városmajor utca 37. szám alatti, rettegett pártházban „védelem- és megtorlásvezető”. Év végén, amikor szorult Buda körül a szovjet ostromgyűrű, az akkor Hűség Házaként ismert, Andrássy út 60. számú nyilas székházba vonult vissza, ahol az intézmény parancsnokhelyettese lett. 1945. január 13-án onnan is elmenekült.
A XII. kerületben a „zsidótlanítás” felelőseként vált hírhedtté, ami a gyakorlatban a zsidó polgárok felkutatását, kifosztását, kínzásukat, a nők megbecstelenítését és meggyilkolásukat jelentette. Saját, későbbi vallomása szerint mintegy 10-12 ilyen beavatkozáson vett részt személyesen. 1944. december 24-én másokkal együtt egy kilencéves kisfiút (Hutiray Tamás) is meggyilkolt. Tevőleges köze volt Márffy Ödön festőművész élettársának, Rácz Klárának meggyilkolásához is. A nyilas ház pincéjében véghezvitt kegyetlenkedésekben fontos szerepet kapott az alkohol, a különböző kínzó eszközök és a teátrális gesztusok, köztük a zenekíséret. Megadja nyilas ténykedése 1945. február 12-ig tartott.
Ezt követően szovjet fogságba esett. Sikeres szökése után elhagyta Budapestet és vidéken húzta meg magát Kovács Sándor álnéven. Egészen 1952-ig Algyőn tartózkodott, ott készítette elő a szökését Jugoszláviába. A határátlépést azonban a „zöld ÁVÓ” meghiúsította, Megadját pedig az elfogása után őrizetbe vették.

## Az ÁVH ügynökeként
A fogoly vizsgálata során az ÁVH eljáró tisztje arra a megállapításra jutott: „Igen értelmes, jó beszélőtehetségű, iskolai végzettségénél sokkal képzettebb. Jó szónoki tehetséggel és szervezőkészséggel rendelkezik”. Vértes János államvédelmi őrnagy világossá tette, hogy Megadját nem fogják átadni az igazságszolgáltatásnak, hanem megismert bűnei alapján ügynökként az állampárt szolgálatába kívánják állítani. Az általa elmondottak alapján ugyanis kellő mértékben zsarolhatóvá vált, a hálózati munka elvállalásával viszont elkerülhette a halálbüntetést. 1952. október 20-án szervezték be Szegeden. A valós életrajzi elemeket fikcióval vegyítve készítették el ügynöki legendáját, majd az akkor ellenségesként kezelt Jugoszláviába küldték, Szlavkó fedőnéven, azzal a céllal, hogy beépüljön a jugoszláv államvédelmi szerv, az UDB állományába.
Küldetésnek megfelelően, Térvár térségében lépte át a határt, 1952. október 30-án, ám a jugoszláv hatóságok azonnal letartóztatták. Kihallgatásakor a hatóságok számára gyanússá vált, ezért Péterváradon bebörtönözték és hat hónapig sötétzárkában tartották. Egy elfogott, Magyarországra igyekvő határsértő vallomása szerint Megadja 1953. június 9-én a Pétervárad melletti Kamenicára került és ott dolgoztatták az UDB felügyelete alatt. Néhány hét múlva azonban társaival együtt vonaton a horvátországi Gerovóba szállították át. Ekkor már társai előtt is beszélt arról, hogy nyugatra kíván szökni, tervét később valóra is váltotta. Ennek pontos ideje, helye és módja sem ismert, csak annyi tudható, hogy 1954 októberében illegális úton, sikeresen eljutott Olaszországba és egy trieszti táborba került.
Az ÁVH ekkor egykori algyői élettársát (akit ezidőtájt fogva tartottak) konspirált levél elküldésére kényszerítette, de Megadját az érzelmeire hatva sem sikerült hazacsábítani; ebben közrejátszhatott az is, hogy ő addigra már értesült arról, hogy élettársát hosszú ideje nem látták Algyőn. Nem sokkal később az ÁVH előtt az is világossá vált, hogy bár „Szlavkó” nem lett áruló, kizárólag saját túlélésére koncentrált, és ezt a nyugaton élő nyilas emigráció tagjaival való kapcsolatfelvételen keresztül vélte elérni; ügynöki feladataival pedig nem különösebben törődött.
Életének további alakulása nem ismert, a belügyi szervek annyit tudtak róla kideríteni, hogy 1968-ban már Ausztráliában élt. Egy 1970 őszén kelt ügynöki jelentés szerint akkor Sydneyben lakott és aktív kapcsolatot tartott fenn az ott működő nyilas szórvány szervezetek tagjaival. Egy hungarista forrás közlése alapján buxtoni tanyáján halt meg 1980. április 4-én.